# Teudebald
Teudebald (ur. ok. 535, zm. 555) – dzielnicowy król frankijski z dynastii Merowingów, panował w Reims i Metzu w l. 548–555. Był synem i następcą Teodeberta I. W 554 roku poślubił księżniczkę longobardzką Wuldetratę. Po bezpotomnej śmierci w 555 roku, jego ziemie przejął Chlotar I.